# Bisdom Saitama
Het bisdom Saitama (Latijn: Dioecesis Saitamaensis, Japans: カトリックさいたま教区, katorikku Saitama kyōku) is een in Japan gelegen rooms-katholiek bisdom met zetel in de stad Niigata. Het bisdom behoort tot de kerkprovincie Tokio, en is, samen met de bisdommen Niigata, Sapporo, Sendai en Yokohama suffragaan aan het aartsbisdom Tokio.
Het bisdom omvat de prefecturen Saitama, Gunma, Ibaraki en Tochigi op het eiland Honshu.

## Geschiedenis
Paus Pius XI richtte op 4 januari 1939 de Apostolische Prefectuur Urawa op. Het gebied behoorde daarvoor tot het bisdom Yokohama. Paus Pius XII verhief Urawa op 16 december 1957 tot bisdom met de apostolische constitutie Qui superna Dei. Op 31 maart 2003 werd de naam gewijzigd in bisdom Saitama, omdat Urawa een stadsdeel van Saitama werd.

## Bisschoppen van Niigata

### Apostolische prefecten
- 1939-1940: Ambroise Leblanc OFM
- 1945-1957: Paul Sakuzo Uchino

### Bisschoppen van Urawa
- 1957-1979: Laurentius Satoshi Nagae
- 1979-1990: Franz Xaver Kaname Shimamoto I del Prado (vervolgens aartsbisschop van Nagasaki)
- 1991-2000: Peter Takeo Okada (vervolgens aartsbisschop van Tokio)
- 2000-2003: Marcellino Taiji Tani (vanaf 2003 bisschop van Niigata)

### Bisschoppen van Niigata
- 2003-2013: Marcellino Taiji Tani (tot 2003 bisschop van Urawa, teruggetreden wegens ziekte)
  - Sinds 2013: Sede vacante (administrator: Peter Takeo Okada)